# Khalil Iverson
Khalil Iverson (Columbus, Ohio, 19 de julio de 1997) es un baloncestista estadounidense que pertenece a la plantilla de los Rayos de Hermosillo de la CIBACOPA. Con 1,96 metros de estatura, juega en la posición de alero.

## Trayectoria deportiva

### Universidad
Jugó cuatro temporadas con los Badgers de la Universidad de Wisconsin, en las que promedió 5,4 puntos, 3,7 rebotes y 1,0 asistencias por partido.

### Profesional
Tras no ser elegido en el draft de la NBA de 2019, en el mes de octubre realizó una prueba con los Grand Rapids Drive de la G League, tras la cual firmó contrato con el equipo. En su primera temporada en el mismo promedió 6,2 puntos, 3,9 rebotes y 1,5 asistencias por partido, saliendo desde el banquillo.

### Baloncesto 3x3
Iverson es jugador profesional de baloncesto 3x3 desde 2021. Jugó la Copa Mundial de Baloncesto 3x3 de 2022 con Estados Unidos. También ha actuado en el Tour Mundial de Baloncesto 3x3 como parte del equipo Washington D. C.